# Prefectura apostólica de Yiduxian
La prefectura apostólica de Yiduxian o de Iduhsien (en latín: Praefectura Apostolica Induhsienensis y en chino: 天主教益都监牧区) fue una circunscripción eclesiástica de la Iglesia católica en China. Se trataba de una prefectura apostólica latina, inmediatamente sujeta a la Santa Sede. La Asociación Patriótica Católica China la elevó a diócesis en 1958 y en 2004 la renombró diócesis de Qingzhou, sin el asentimiento de la Santa Sede. El 20 de abril de 2023 fue suprimida.

## Territorio y organización
La prefectura apostólica tenía 1800 km² y extendía su jurisdicción sobre los fieles católicos de rito latino residentes en parte de la provincia de Shandong.
La sede de la prefectura apostólica se encontraba en la ciudad de Qingzhou (antes llamada condado de Yidu o Yiduxian).
En 1948 en la prefectura apostólica existían 21 parroquias.

## Historia
La prefectura apostólica de Yiduxian fue erigida el 16 de junio de 1931 mediante el breve Nobis commissum del papa Pío XI, tomando su territorio del vicariato apostólico de Zhifou (hoy diócesis de Yantai).
En 1948 el Partido Comunista de China capturó Yiduxian, se impuso en la guerra civil y proclamó la República Popular China el 1 de octubre de 1949. El 4 de septiembre de 1951 China comunista expulsó al nuncio apostólico Antonio Riberi y la Santa Sede continuó reconociendo a la República de China en Taiwán como el legítimo gobierno chino. Todos los misioneros extranjeros fueron expulsados de China comunista desde 1952.
La Asociación Patriótica Católica China fue creada con el apoyo de la Oficina de Asuntos Religiosos de la República Popular de China en 1957, con el objetivo de controlar las actividades de los católicos en China. Su nombre público es Iglesia católica china y es referida como la "Iglesia oficial" en contraposición a la "Iglesia subterránea" o "Iglesia clandestina" leal a la Santa Sede.
La Asociación Patriótica Católica China la elevó a diócesis en 1958 sin el consentimiento de la Santa Sede.
En el período de 1966 a 1976 la Revolución Cultural se ensañó especialmente contra la religión, destruyéndose numerosas iglesias y cesaron todas las actividades religiosas en la prefectura apostólica. A principios de la década de 1980 la diócesis reanudó sus operaciones.
La Asociación Patriótica Católica China la renombró en 2004 como diócesis de Qingzhou, sin el asentimiento de la Santa Sede.
El 22 de septiembre de 2018 se firmó en Pekín el Acuerdo provisional entre la Santa Sede y la República Popular de China sobre el nombramiento de los obispos. El 22 de octubre de 2020 el acuerdo fue prorrogado por otros dos años y en octubre de 2022 por otros dos años más.
Debido a la situación particular de la Iglesia católica en China, la Santa Sede no nombra obispos para las diócesis chinas, que son sedes oficialmente vacantes incluso en presencia de obispos reconocidos por Roma.
Fue suprimida el 20 de abril de 2023 mediante la bula Suavis Mater Ecclesia del papa Francisco. La mayor parte de su territorio fue integrado a la nueva diócesis de Weifang, mientras que porciones más pequeñas fueron incorporadas a la arquidiócesis de Jinan y a la diócesis de Zhoucun.

## Estadísticas
Según el Anuario Pontificio 2002 la prefectura apostólica tenía a fines de 1948 un total de 12 620 fieles bautizados.
| Año                                                                             | Población            | Población | Población      | Sacerdotes | Sacerdotes    | Sacerdotes    | Bautizados por sacerdote | Diáconos permanentes | Religiosos | Religiosos | Parroquias |
| Año                                                                             | Bautizados católicos | Total     | % de católicos | Total      | Clero secular | Clero regular | Bautizados por sacerdote | Diáconos permanentes | Varones    | Mujeres    | Parroquias |
| ------------------------------------------------------------------------------- | -------------------- | --------- | -------------- | ---------- | ------------- | ------------- | ------------------------ | -------------------- | ---------- | ---------- | ---------- |
| 1948                                                                            | 12 620               | 2 500 000 | 0.5            | 27         | 14            | 13            | 467                      |                      |            | 14         | 21         |
| Fuente: Catholic-Hierarchy, que a su vez toma los datos del Anuario Pontificio. |                      |           |                |            |               |               |                          |                      |            |            |            |

## Episcopologio
- Eugene Venance Guichard, O.F.M. † (29 de enero de 1932-2 de marzo de 1937 falleció)
- Alexandre Digard, O.F.M. † (20 de mayo de 1938-23 de noviembre de 1949 renunció)
- John Yang Feng-Shu, O.F.M. † (8 de junio de 1951-1982 falleció)
  - Sede vacante
  - Henry Jia Fu-shan † (1 de junio de 1958 consagrado-circa 1966/1976 falleció)[7]
  - Giuseppe Sun Zhibin † (24 de abril de 1988 consagrado-23 de octubre de 2008 falleció)[8]